# Humberto Álvarez
Humberto Álvarez (Medellín, Colombia, 13 de junio de 1929-Ibidem, 9 de junio de 2019), más conocido como Humberto «Turrón» Álvarez, fue un futbolista colombiano. Es considerado como el primer jugador histórico del Atlético Nacional de Medellín.

## Biografía
Jugaba en la posición de interior derecho o izquierdo (#8 o #10). Fue el mejor futbolista colombiano de la década del 50. Era de gran temperamento y personalidad: gambeta limpia, toque preciso y elegante movimiento; era gran definidor (hizo 100 goles en el campeonato colombiano, 96 con Nacional y 4 con el Medellín). Jugó con Colombia en el Sudamericano de 1957 en Lima. No integró más tiempo la Selección Colombia, pues esta no existió entre 1950 y 1956. El gran vacío de su hoja de vida fue no aprovechar las ofertas que tuvo de jugar en España, Italia y Perú. En 1960 pasó al Deportivo Cali y cerró con el Medellín en 1961. Terminó su carrera pues la rodilla derecha no le permitió más.

### Las «Natilleras»
En 1958, debido a crisis económicas algunos jugadores del Atlético Nacional, liderados por «Turrón» Álvarez y por Ricardo Ruiz, idearon una forma de alquilar la ficha del equipo ante la Dimayor. Se asociaron en forma de las denominadas «natilleras», práctica común en los barrios de Antioquia que consiste en un grupo de personas que aportan dinero con el fin de lograr un objetivo común. Por medio de la natillera, los jugadores recibirían el dinero de las taquillas, de allí pagaban los gastos del equipo y el alquiler de la ficha, y se repartían lo —poco— que quedaba.

## Clubes
| Club                   | País     | Año       |
| ---------------------- | -------- | --------- |
| Atlético Nacional      | Colombia | 1947-1959 |
| Deportivo Cali         | Colombia | 1960      |
| Independiente Medellín | Colombia | 1961      |

## Palmarés

### Torneos nacionales
| Título                | Club              | País     | Año  |
| --------------------- | ----------------- | -------- | ---- |
| Campeonato colombiano | Atlético Nacional | Colombia | 1954 |